# Сомнопластика
Сомнопластика или радио-фреквенцијска аблација је минимално инвазивна процедура која користи енергију радио-фреквентних таласа за смање претераног увећања ткива непца, ресице, језик и других ткива. Радио-фреквенцијска аблација иако се често показала као ефикасна метода у смањивању тежине хркања, понекад не елиминише хркање у потпуности. Овај третман се може користити и за ублажавање носних опструкција.

## Историја
Сомнопластику су изумели Стјуарт Д. Едвардс и Ингемар Хенри Лундквист из Менло Парка, Калифорнија. Сомнопластика је пре прибављања дозволе за употребу извршена на више од 20.000 пацијената са превеликим меким непцем или носним ткивом који пате од јаког хркања, хроничне назалне опструкције или апнеје у сну, као и код пацијента са увећаним крајницима.
Првобитни носилац патента био је Vidamed, Inc, док тренутно уређај за  сомнопластику продаје Somnus Medical Technologies, Inc. из Санивејла, Калифорнија.
Сомнопластика (енг. Somnoplasty) је и заштићени назив компаније Somnus Medical Technologies.

## Метода
Соматопластика за аблацију ткива користи низак ниво радио-фреквентне енергије која узрокује кретање молекуларних честица унутар ћелија ткива изазивајући њихову вибрацију, која доводи до трења између честица и ослобађање топлоте. Тако настала топлота је релативно ниска (од 77 — 85°C), у поређењу са неким другим топлотним изворима који се користе као стандардне процедуре за лечење апнеје, као што су ласери или електрокаутери који знатно више нагоревају ткива. 

## Процедура
Процедура траје мање од једног часа, обично се изводи у амбулантним условима, у локалној анестезији и најчешће захтева неколико третмана да би се постигли жељени резултати.  Аблација ткива се изводи посебна електрода налик игли са изолационим рукавом који покрива све осим врха, која испоручује радиофреквентну енергију испод површине ткива. Електрода се користи за контролисану примену радиофрекфенте енергије мале снаге за стварање коагулативних (згрушавајућих) лезија, како би се ткиво денатурисало, испод слузокоже (облоге) циљаних подручја: 
Након 6–8 недеља од операције, лезије се природно ресорбују како се некротично ткиво уклања, а површина тоне да би попунила празнину, што смањује запремину ткива, а истовремено учвршћује оно што је остало. Када се овај процес заврши, дисајни путеви се проширују, омогућавајући мање ограничен проток ваздуха. Поред тога, ожиљно ткиво на ивицама лезије је релативно чврсто и мање је склоно да допринесе хркању.  
Понекад је потребно неколико накнадних третмана да би се постигли жељени резултати.   